# فضای هیلبرت تصویری
در ریاضیات و مبانی مکانیک کوانتومی، فضای هیلبرت تصویری یا فضای پرتو {\displaystyle \mathbf {P} (H)} بر یک فضای هیلبرت مختلط {\displaystyle H} ، مجموعه‌ای از کلاس‌های هم‌ارزی {\displaystyle [v]} با بردارهای غیر صفر {\displaystyle v\in H} است به‌طوری که
{\displaystyle w\sim v} اگر و تنها اگر برای برخی از اعداد مختلط غیر صفر {\displaystyle \lambda } داشته باشیم {\displaystyle v=\lambda w}.
علامت {\displaystyle \sim } نمایان‌گر رابطه هم‌ارزی بر روی {\displaystyle H} است.
این روشی معمول از یک تصویرسازی است که بر فضای هیلبرت مختلط اعمال می‌شود. در مکانیک کوانتومی، به کلاس‌های هم‌ارزی {\displaystyle [v]} پرتوها یا پرتوهای تصویری نیز گفته می‌شود.